# Système d'échange d'énergie électrique ouest africain
Le Système d'échange d'énergie électrique ouest africain (EEEOA), (en anglais : West African Power Pool, WAPP) est une institution spécialisée de la Communauté économique des États de l'Afrique de l'Ouest (CEDEAO) qui a pour but d’intégrer les réseaux électriques nationaux dans un marché régional unifié de l'électricité.

## Historique
Le système d'échanges d'énergie électrique ouest africain (EEEOA) est créé lors du 22e sommet de la conférence des chefs d'État et de gouvernement de la CEDEAO tenu à Lomé le 10 décembre 1999. En 2006, le siège de l’EEEOA est installé à Cotonou, première ville du Bénin.

## Mission et objectifs
L’institution a pour mission de promouvoir et développer des infrastructures de production et de transport d’énergie électrique ainsi qu’assurer la coordination des échanges d’énergie électrique entre les États membres. Elle a pour objectif d’intégrer les réseaux électriques nationaux dans un marché régional unifié de l'électricité en vue d'assurer, à moyen et long termes, un approvisionnement en énergie électrique régulier, fiable et à un coût compétitif aux populations.

## Sociétés membres
- Bénin-Togo : CEB, Communauté électrique du Bénin
- Bénin : SBEE, Société d'énergie électrique du Benin
- Burkina Faso : SONABEL, Société nationale d'électricité du Burkina Faso
- Côte d'Ivoire : CIE, Compagnie ivoirienne d'électricité, CI Energies,
- Gambie : NAWEC, Compagnie nationale de l'eau et de l'électricité
- Ghana : Karpowership, GTS Engineering Services, GRIDCO, CENIT Energy, Cenpower, GTG Énergie
- Ghana : NEDCO, Distribution d'électricité dans le Nord
- Ghana : VRA, Volta River Authority (en) ; ECG, Electricity Company of Ghana (en)
- Guinée : EDG, Electricité de Guinée
- Guinée-Bissau : EAGB: Electricidade e Aguas da Guine-Bissau
- Liberia : LEC, Liberian Electricity Corporation
- Mali : SOGEM, Société de gestion de l’Énergie du Mali, EDM: Énergie du Mali
- Maroc : ONE, Office National de l'Electricité et de l'Eau Potable
- Niger : NIGELEC, Société Nigérienne d'Eléctricité
- Nigeria : Mainstream, NBET, TCN: Transmission Company of Nigeria,
- Sénégal : Senelec, Société nationale d'électricité du Sénégal
- Sierra Leone : EDSA, Electricity Distribution Supply Authority
- Togo : ContourGlobal, CEET Communauté d’énergie électrique du Togo